# Уокер (лунный кратер)
Кратер Уокер (лат. Walker) — крупный ударный кратер в южном полушарии обратной стороны Луны. Название присвоено в честь американского лётчика-испытателя Джозефа Уолкера (1921—1966) и утверждено Международным астрономическим союзом в 1970 г.

## Описание кратера

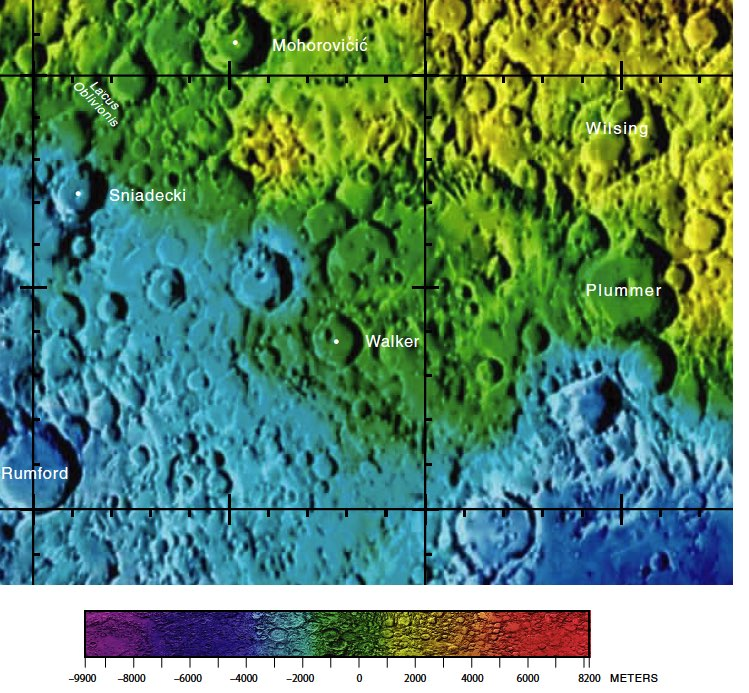
Окрестности кратера Уокер. Фрагмент карты обратной стороны Луны.

Ближайшими соседями кратера Уокер являются кратер Снядецкий на западе-северо-западе; кратер Мохоровичич на севере-северо-западе; кратер Вильзинг на северо-востоке; кратер Пламмер на востоке; кратер Аполлон на юго-востоке и кратер Румфорд на западе-юго-западе. На северо-западе от кратера находится Озеро Забвения. Селенографические координаты центра кратера 25°49′ ю. ш. 161°55′ з. д. / 25,82° ю. ш. 161,92° з. д., диаметр 32,9 км, глубина 2 км
Кратер Уокер имеет близкую к циркулярной форму с небольшим выступом в восточной части и умеренно разрушен. Вал несколько сглажен, но сохранил достаточно четкие очертания, в северной и южной части отмечен несколькими мелкими кратерами. Внутренний склон вала гладкий. Высота вала над окружающей местностью достигает 940 м, объем кратера составляет приблизительно 719 км³. Дно чаши сравнительно ровное, в западной части чаши расположен приметный небольшой кратер. 

## Сателлитные кратеры

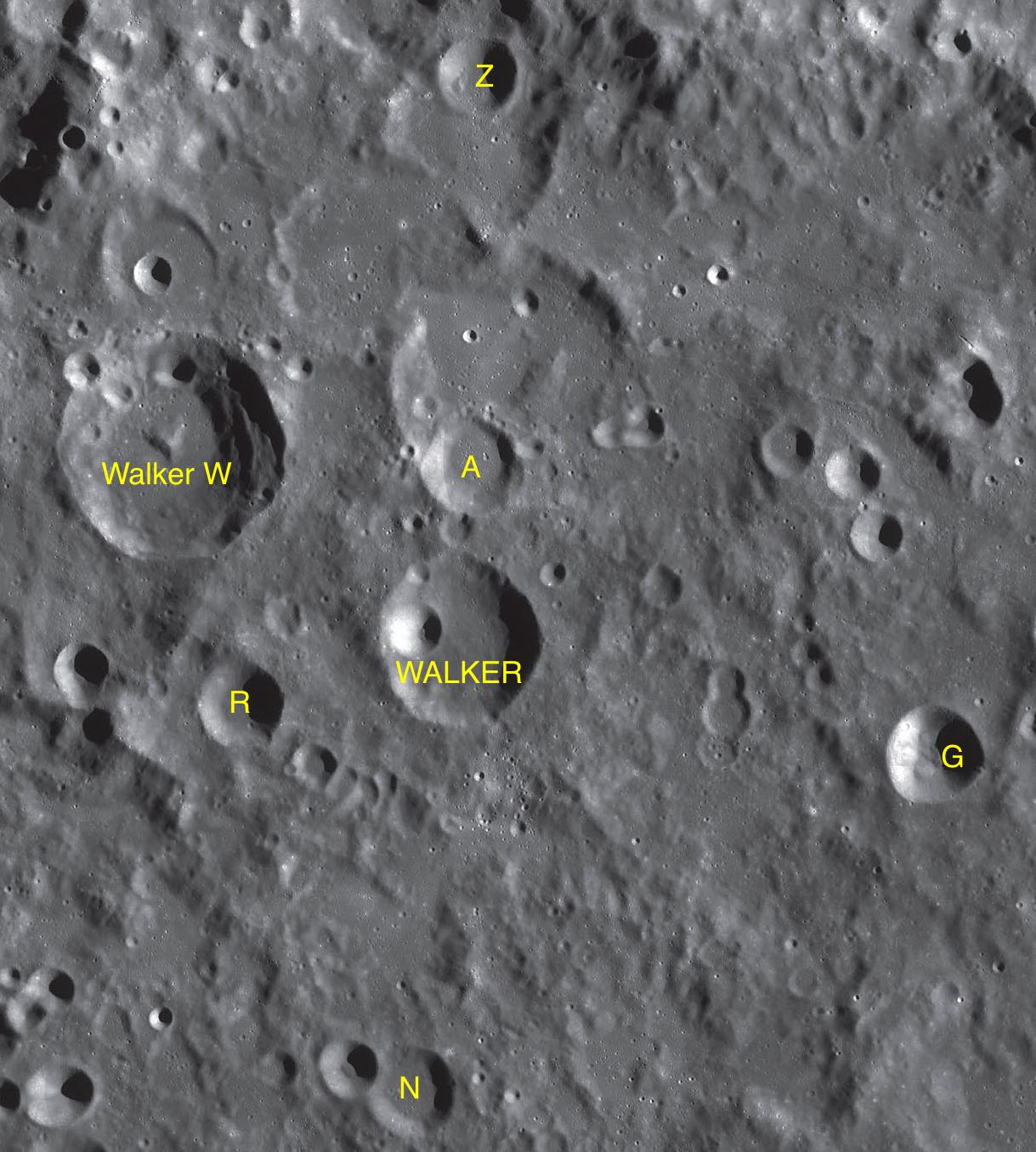
Фрагмент карты LAC-105.

| Уокер | Координаты                                              | Диаметр, км |
| ----- | ------------------------------------------------------- | ----------- |
| A     | 24°39′ ю. ш. 161°49′ з. д. / 24,65° ю. ш. 161,81° з. д. | 19,6        |
| G     | 26°35′ ю. ш. 158°23′ з. д. / 26,58° ю. ш. 158,39° з. д. | 20,2        |
| N     | 28°48′ ю. ш. 162°20′ з. д. / 28,8° ю. ш. 162,34° з. д.  | 18,2        |
| R     | 26°11′ ю. ш. 163°32′ з. д. / 26,19° ю. ш. 163,54° з. д. | 17,6        |
| W     | 24°28′ ю. ш. 163°59′ з. д. / 24,47° ю. ш. 163,98° з. д. | 46,0        |
| Z     | 22°04′ ю. ш. 161°43′ з. д. / 22,07° ю. ш. 161,72° з. д. | 15,6        |

## См.также
- Список кратеров на Луне
- Лунный кратер
- Морфологический каталог кратеров Луны
- Планетная номенклатура
- Селенография
- Минералогия Луны
- Геология Луны
- Поздняя тяжёлая бомбардировка